# フィリピンサッカー連盟
フィリピンサッカー連盟（フィリピンサッカーれんめい、Philippine Football Federation, 略称PFF）は、フィリピンにおけるサッカーの統括団体である。本部はマニラ首都圏・パシッグに置かれる。
主にフィリピン・フットボールリーグの運営や、サッカーフィリピン代表の組織などを行う。

## 歴史
フィリピンサッカー連盟の設立は1907年と、アジアの中でも非常に古い歴史を持つ。国際サッカー連盟（FIFA）には1928年に加盟。アジアサッカー連盟（AFC）の創設メンバーであり、創設と同時にAFCに加盟している。会長は2010年からマリアーノ・アラネタが務めている。

## 組織
- サッカーフィリピン代表
- U-23サッカーフィリピン代表
- サッカーフィリピン女子代表
- フィリピン・フットボールリーグ
- コパ・パウリーノ・アルカンタラ
- PFF女子リーグ（英語版）